# Trần Mẫn (thẩm phán)
Trần Mẫn là một thẩm phán người Việt Nam. Ông từng là Chánh tòa Tòa phúc thẩm Tòa án nhân dân tối cao tại thành phố Đà Nẵng.

## Sự nghiệp
Năm 2004, ông là Chánh tòa Tòa phúc thẩm Tòa án nhân dân tối cao tại thành phố Đà Nẵng.
Năm 2010, ông là Bí thư Đảng bộ (Đảng Cộng sản Việt Nam) Tòa phúc thẩm Tòa án nhân dân tối cao tại thành phố Đà Nẵng.

## Gia đình
Ông là em ruột bà Trần Thị Thủy, vợ ông Nguyễn Văn Chi, nguyên Ủy viên Bộ Chính trị Ban Chấp hành Trung ương Đảng Cộng sản Việt Nam, nguyên Chủ nhiệm Ủy ban Kiểm tra Trung ương Đảng Cộng sản Việt Nam, cậu ruột của nguyên Bí thư Thành ủy Đà Nẵng Nguyễn Xuân Anh.